# Windows 2.1x
A Windows 2.1x (más néven Windows/286 vagy Windows/386) a Microsoft Windows operációs rendszer 1988. május 27-én megjelent verziója. Ez az első olyan Windows-verzió, amelynek telepítéséhez feltétel a merevlemez megléte.
Az operációs rendszer támogatottsága 2001. december 31-én szűnt meg.

## Változatok
A rendszernek a 286-os és 386-os processzorokat támogató verziója is megjelent. A 286-os verzió fut az Intel 8086-os processzoron, azonban ekkor nem támogatja az 1024 kilobyte feletti memóriaterületet. A 8086-os processzorral szerelt IBM PS/2 Model 25 számítógépek a Windows/286 verzióval előtelepítve jelentek meg.

### Windows 2.11
Az 1989. március 13-án megjelent Windows 2.11 jobb memóriakezelést, gyorsabb nyomtatást és AppleTalk-támogatást kínált.

## Fordítás
- Ez a szócikk részben vagy egészben  a   Windows 2.1x című angol Wikipédia-szócikk ezen változatának fordításán alapul.  Az eredeti cikk szerkesztőit annak laptörténete sorolja fel. Ez a jelzés csupán a megfogalmazás eredetét és a szerzői jogokat jelzi, nem szolgál a cikkben szereplő információk forrásmegjelöléseként.